# Aqua vitae

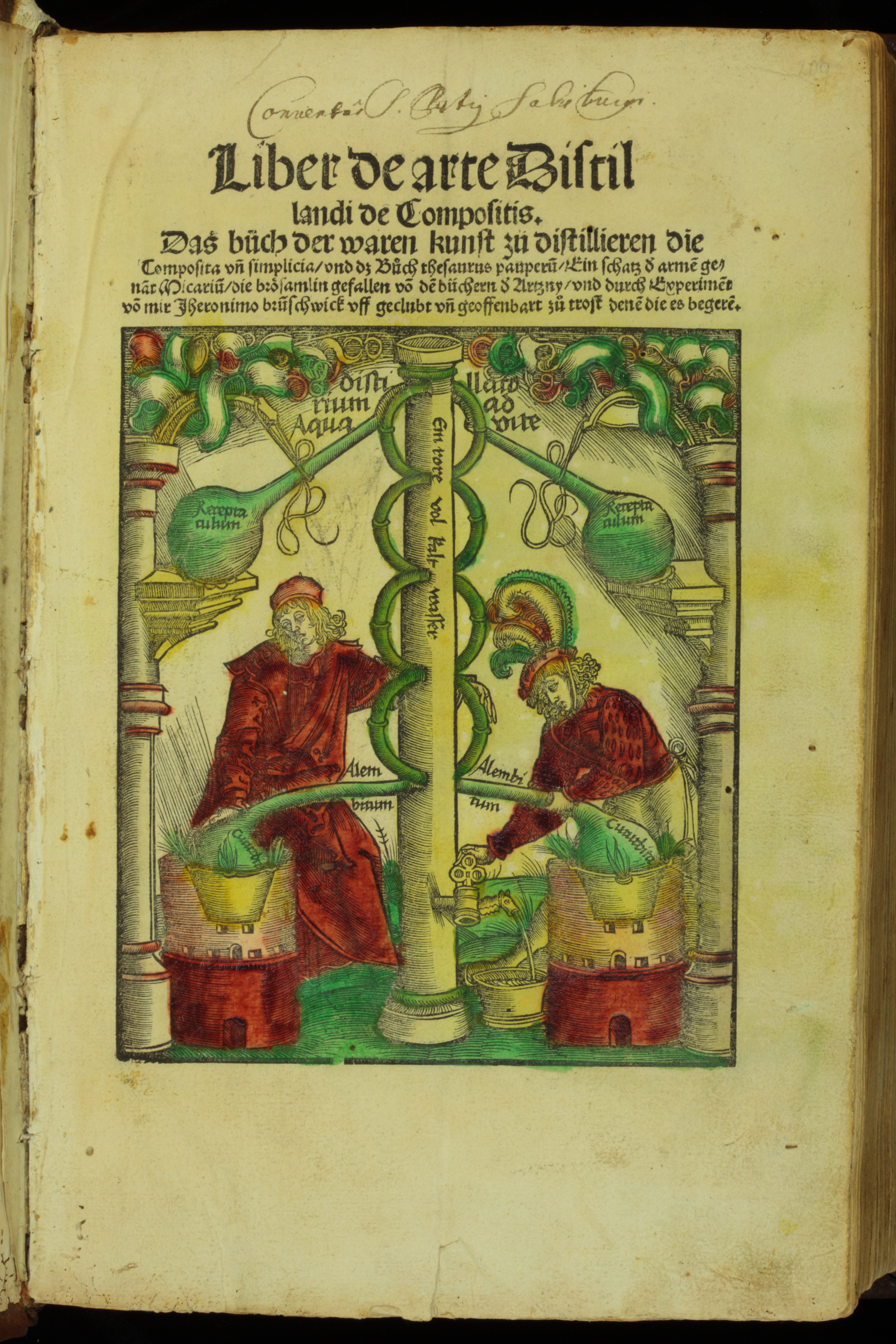
Lepárlás Hieronymus Brunschwig 1512-ben kiadott Liber de arte Distillandi c. könyvében.

Az aqua vitae (szó szerint: „az élet vize”) a középkorban különböző gyógyszerészeti célú égetett szeszek megnevezése volt, de ritkábban alkoholmentes gyógyszereket is neveztek így. A középkori aqua vitae-k két csoportba sorolhatóak: így neveztek egyrészt minden gyógynövényekkel együtt lepárolt alkoholt, másrészt pedig a tisztára finomított alkoholt, melyet gyakran quinta essentia (az ötödik elem) vagy aqua vitae rectificata néven különböztettek meg. Az égetett szeszt a középkori orvosok kiváló gyógyszernek tartották, főleg tisztára finomított formájában.
Később, az élvezeti szeszfogyasztás szélesebb körű elterjedésével az aqua vitae az égetett szeszek általános elnevezése lett, és különböző formákban a mai nyelvekben is megjelenik az égetett szesz szinonimájaként vagy 1-1 italfajta neveként.

## Nevének eredete
Az aqua vitae szó szerint „az élet vizét” jelenti. Az élet vize a különböző kultúrákban eredetileg mitológiai, vallási, illetve filozófiai-alkímiai fogalmakat takart, melyek akár évezredekkel megelőzték a desztillált alkohol (tehát az alkohol mint ismert anyag) megjelenését. Az élet vize mint fogalom már az i. e. 2. évezred elején megjelent Innin alvilágjárásában, de szerepel az Újszövetségben is.
Az alkoholnak kezdetben, a 12–14 században sokféle nevet adtak az európai tudományban. Ezek eredendően nem alkoholt, hanem többségükben filozófiai-alkímiai koncepciókat jelöltek, melyeket az alkoholban véltek felismerni, így ezek kölcsönözték az alkohol legkorábbi neveit. Ezek voltak többek közt: âme du vin, eau flagrante, eau permanente, eau éternelle, mercure végétale, air animal, lumière des mercures, prime essence, esprit subtil, esprit de vin, eau-de-vie, aqua vitis, aqua vini, menstruum vegetabilis, lucerna coelica, anima coelica, spiritus vivus, stelle Diana, sanguis menstrualis, urina sublimata és mercurius vegetabilis a vino rubeo vel albo. A fenti fogalmak mellett a megfelelő tisztaságú alkoholt az élet vizével is azonosították.
Az aqua a középkori tudományban a vizet mint filozófiai elemet jelentette, így a vegyészeti gyakorlatban mindenféle lepárlással előállított, vagy más párlatszerű, vízszerű folyadékokat jelölt. Például: aqua fortis („erős víz” – salétromsav), aqua regia (királyvíz), aqua ardens („égő víz”: alkohol). Az aqua vitae kifejezés első említése a kora 15. századból származik

## Aqua ardens és aqua vitae
A 11-12. században megjelent desztillált alkohol neve eredetileg aqua ardens („égő víz” vagy „égő párlat”) volt.  Ez a név onnan származik, hogy a bor melegítésekor annak felszínén „megjelenő” alkoholról már az ókorban is tudták, hogy gyúlékony, később pedig a borpárlat alkoholtartalmát az alapján tudták azonosítani, ha az (a borral ellentétben) melegítés nélkül is meggyújtható volt, azaz legalább 65% alkoholt tartalmazott. (A középkor uralkodó elmélete úgy tartotta, hogy az alkohol nem a bor egyik összetevője, hanem melegítés hatására keletkezik a borban.)
A 13. században Taddeo Alderotti fejlesztette ki az első olyan vízhűtéses lepárlót, amelyből már elég kevés szeszpára szökött el ahhoz, hogy többszöri, sőt, szinte tetszőleges számú újrafinomítást lehetett végezni vele. Az így nyert rektifikált alkoholt elsők közt Jean de Roquetaillade írta le quintae essentiae (az ötödik elem) néven, tartósító és gyógyító hatásaiért magasztalva. Az ötödik elem elmélete nem kizárólag az alkoholra vonatkozott; többszörös lepárlás által más anyagok éterikus lényegét is kinyerhetőnek tartották, innen ered a kvintesszencia szavunk mai jelentése.
A desztillált alkoholt nemcsak a gyógynövényes desztillátumok legjobb alapanyagaként ismerték, hanem sok orvos önmagában is felírta, például Thaddeus Florentinus, Vitalis de Furno, Arnaldus de Villa Nova és Ramon Llull. Egy 15. századi, az alkohol alkalmazási területeit tárgyaló francia kézirat például kizárólag gyógyászati alkalmazásait ismeri az alkoholnak. A 15. századtól kezdve a különböző porok, szirupok, főzetek helyett egyre inkább a desztillált készítményekben bíztak a gyógyszerészek. E szemlélet kezdetben főleg a strasbourgi orvosok közt volt jellemző, általános elterjedésében pedig Hieronymus Brunschwig művei játszottak fontos szerepet.
Mivel nem tudták, hogy már az erjesztett italok is alkoholt tartalmaznak, a mértékkel fogyasztott égetett szeszt olyan gyógyító és erősítő hatásokkal ruházták fel, melyekkel a bort és a sört nem. Egy 1484-es kiadvány szerzője szerint „aki minden reggel fél kanál borpárlatot iszik, sosem lesz beteg”, illetve „ha valaki haldoklik, és egy kis borpárlatot öntenek a szájába, halála előtt beszélni fog”. A desztillált alkohol és az erjesztett italok éles megkülönböztetését jól illusztrálja egy 16. századi holland kézikönyv, mely naponta hat-hét csepp égetett szeszt ajánl egy kanál borhoz keverve, mert így „megszabadítja az öt emberi érzéket a melankóliától és minden tisztátlanságtól”. Számtalan 16. századi kiadvány hangoztatta az alkohol jótékony hatásait, és – mai normák szerint – gyakran mértéktelen fogyasztásra is buzdítottak. Még a 17. századi orvosok is ajánlották az időnkénti lerészegedést, és a Párizsi Egyetem esszédíját háromszor is olyan esszé nyerte el a század során, mely legalább havi két lerészegedést ajánlott „a gyomornedvek erősítése érdekében”. Az aqua vitae és az aqua ardens nevek még a 17. században is használatban maradtak. Ekkor már használták az alkohol szót is ebben az értelemben, de annak elsődleges jelentése még a 18. században is finom por volt.

## Gyógynövényes aqua vitae-k
A gyógynövényes aqua vitae-k voltak a modern tinktúrák elődei, ám ezek még nem egyszerűen áztatással készültek, hanem a gyógyfüveket minden esetben lepárolták az alkohollal együtt. A legkorábbi változatokat gyógyfüves borokból desztillálták, később már eleve finomított alkoholt főztek le újra a gyógynövényekkel. Az ötödik elem elmélete a gyógynövényekre is vonatkozott: lepárlás nélkül nem tartották igazán hatékonynak a növényi gyógyszert. (Ezzel szemben az élvezeti célra készült, önálló italként fogyasztott likőrök gyártásakor mindig is jellemző volt az egyszerű áztatás.)
A 13. században Erzsébet királyné a köszvényét rozmaringgal lepárolt borszesszel kezelte, melyet külsőleg és (ételhez vagy italhoz keverve) belsőleg is alkalmazott. Ez a gyógykészítmény legkorábban Arnaldus de Villanova katalán orvos könyvében jelent meg, de később nemzetközileg is Aqua Hungarica, Aqua Reginae Hungariae vagy Eau de le Reine d'Hongrie néven vált ismertté.

## Megjelenése a mai nyelvekben
Az aqua vitae hatásai:
- Akvavit vagy aquavit: skandináv égetett szesz, melyet fűszerköménnyel és/vagy kaporral ízesítenek.
- Acquavite: az olasz címkézésben ma is a párlatok általános elnevezése. (Például: acquavite di prugne: szilvapárlat.)
- Eau de vie: az aqua vitae francia tükörfordítása. Nemzetközileg általában a francia gyümölcspárlatokra utalnak vele, ám franciául a párlatok általános megnevezése. (Például: eau de vie de prune: szilvapárlat, eau de vie de bière: sörpárlat, eau de vie de seigle: rozspárlat.)
- Whisky: az aqua vitae ír (uisce beatha) és skót (uisge beatha) tükörfordításainak fokozatosan lerövidült és anglicizált formája.
- Vodka: az aqua vitae orosz fordításának (zsivaja voda, живая вода) lerövidült és kicsinyítő képzős alakja.
- Egyéb nyelvekben is megtalálható mint az égetett szesz (gyakran elavult) szinonimája: ákovita (magyar), okowita (lengyel) оковита (okovita, ukrán), акавіта (akavita, belarusz) és яковита' (jakovita, dél-orosz dialektus).

Az aqua ardens és az aqua előtag hatásai:
- Aguardente és aguardiente: a párlatok portugál, illetve spanyol megnevezése, mely az água ardente, illetve az agua ardiente rövidülése. Portugálul például: aguardente de vinho: borpárlat, aguardente de pêra: körtepárlat.
- -Wasser utótag: a német Wasser (víz) szót szóösszetételekben máig is használják párlat értelemben a Brand (párlat) helyett. Német nyelven a gyümölcspárlat (Obstler, Obstbrand) címkézhető Obstwasser (Kirschwasser – cseresznyepárlat, stb.) megnevezéssel is.